# Diocèse de Belleville
Le diocèse de Belleville (Dioecesis Bellevillensis) est un diocèse de l'Église catholique aux États-Unis qui recoupe la région sud de l'État d'Illinois. Il est suffragant de l'archidiocèse de Chicago. Son siège est à la cathédrale Saint-Pierre de Belleville. 

## Histoire
Le diocèse est érigé le 7 janvier 1887 par Léon XIII, recevant son territoire du diocèse d'Alton (aujourd'hui diocèse de Springfield en Illinois (en)).

## Statistiques
En 2012, le diocèse comptait 118 900 baptisés pour une population de 902 000 habitants, soit 13,2 % de la population, répartis en 112 paroisses. En 2015, le pourcentage est le même pour 121 600 baptisés et 922 000 habitants. Ils disposent à leur service de 137 prêtres en 2015 (98 séculiers et 37 réguliers), de 45 religieux et de 124 religieuses, auxquels s'ajoutent 37 diacres permanents, répartis en 109 paroisses.

### Articles liés
- Liste des juridictions catholiques aux États-Unis
- Église catholique aux États-Unis